# Reelina
Reelina es una proteína que se encuentra principalmente en el cerebro, y también en la médula espinal, la sangre y otros órganos y tejidos. Es crucial para la regulación de los procesos de migración neuronal y posicionamiento durante el desarrollo embrionario del cerebro, siendo producida en esta etapa principalmente por las neuronas de Cajal-Retzius. Además de este importante papel en el desarrollo temprano, la reelina continúa trabajando en el cerebro adulto modulando la plasticidad sináptica y mejorando la inducción y el mantenimiento de LTP.